# Kasiruta
Kasiruta ist eine indonesische Insel. Sie liegt im Südwesten der Molukken.

## Geographie
Die hügelige, üppig bewachsene Insel ist etwa 400 km² groß. Sie liegt wenige Kilometer vor der Nordwestküste von Bacan, der Hauptinsel der Bacaninseln. Die höchste Erhebung hat eine Höhe von 730 m.

## Fauna
Auf Kasiruta beheimatet ist unter anderem die Rotbraune Reinwardttaube.